# Sistema dinâmico de Liouville
Em mecânica clássica, um sistema dinâmico de Liouville é um sistema dinâmico com solução exata no qual a energia cinética T e a energia potencial V podem ser expressas em termos de s coordenadas generalizadas q como segue:
{\displaystyle T={\frac {1}{2}}\left\{u_{1}(q_{1})+u_{2}(q_{2})+\cdots +u_{s}(q_{s})\right\}\left\{v_{1}(q_{1}){\dot {q}}_{1}^{2}+v_{2}(q_{2}){\dot {q}}_{2}^{2}+\cdots +v_{s}(q_{s}){\dot {q}}_{s}^{2}\right\}}
{\displaystyle V={\frac {w_{1}(q_{1})+w_{2}(q_{2})+\cdots +w_{s}(q_{s})}{u_{1}(q_{1})+u_{2}(q_{2})+\cdots +u_{s}(q_{s})}}}
A solução deste sistema consiste em um conjunto de equações separáveis integráveis
{\displaystyle {\frac {\sqrt {2}}{Y}}\,dt={\frac {d\varphi _{1}}{\sqrt {E\chi _{1}-\omega _{1}+\gamma _{1}}}}={\frac {d\varphi _{2}}{\sqrt {E\chi _{2}-\omega _{2}+\gamma _{2}}}}=\cdots ={\frac {d\varphi _{s}}{\sqrt {E\chi _{s}-\omega _{s}+\gamma _{s}}}}}
onde E = T + V é a energia conservada e os {\displaystyle \gamma _{r}} são constantes. Como descrito abaixo, as variáveis foram trocadas de qr para φr, e as funções ur e wr substituídas por seus homólogos χr e ωr. Esta solução possiu diversas aplicações tais como a órbita de pequenos planetas em torno duas estrelas fixas sob a influência da gravidade newtoniana. O sistema dinâmico de Liouville é uma das diversas coisas nomeadas em referência a Joseph Liouville, um eminente matemático francês.

## Exemplo de órbitas bicêntricas
Em mecânica clássica, o problema de Euler dos três corpos descreve o movimento de uma partícula no plano sob a influência de dois centros fixos, cada qual atrai a partícula com a força do inverso do quadrado tal como a gravitação ou lei de Coulomb.  Exemplos do problema de bicentro incluem um planeta movendo-se ao redor de duas estrelas, ou um elétron movendo-se no campo elétrico de dois núcleos positivamente carregados, tal como o primeiro íon da molécula de hidrogênio H2. A intensidade das duas atrações não podem ser iguais; assim, as duas estrelas devem ter massas diferentes ou os dois núcleos devem ter cargas diferentes.

### Solução
Seja o centro fixo de atração localizado ao longo do eixo x em ±a. A energia potencial da partícula em movimento é dada por
{\displaystyle V(x,y)={\frac {-\mu _{1}}{\sqrt {\left(x-a\right)^{2}+y^{2}}}}-{\frac {\mu _{2}}{\sqrt {\left(x+a\right)^{2}+y^{2}}}}.}
Os dois centros de atrações pode ser consideradas como o foco de um conjunto de elípses. Se cada centro for ausente, a partícula moveria-se em uma dessas elipses, como uma solução do problema de Kepler. Entretanto, de acordo com o teorema de Bonnet, as mesmas elipses são soluções para o problema de bicentro.
Introduzindo coordenadas elípticas,
{\displaystyle x=a\cosh \xi \cos \eta ,}
{\displaystyle y=a\sinh \xi \sin \eta ,}
a energia potencial pode ser escrita como
{\displaystyle V(\xi ,\eta )={\frac {-\mu _{1}}{a\left(\cosh \xi -\cos \eta \right)}}-{\frac {\mu _{2}}{a\left(\cosh \xi +\cos \eta \right)}}={\frac {-\mu _{1}\left(\cosh \xi +\cos \eta \right)-\mu _{2}\left(\cosh \xi -\cos \eta \right)}{a\left(\cosh ^{2}\xi -\cos ^{2}\eta \right)}},}
e a energia cinética como
{\displaystyle T={\frac {ma^{2}}{2}}\left(\cosh ^{2}\xi -\cos ^{2}\eta \right)\left({\dot {\xi }}^{2}+{\dot {\eta }}^{2}\right).}
Este é um sistema dinâmico de Liouville se ξ e η são tomados como φ1 e φ2, respectivamente; assim, a função Y é
{\displaystyle Y=\cosh ^{2}\xi -\cos ^{2}\eta }
e a função W
{\displaystyle W=-\mu _{1}\left(\cosh \xi +\cos \eta \right)-\mu _{2}\left(\cosh \xi -\cos \eta \right)}
Utilizando a solução geral para um sistema dinâmico de Liouville, obtemos
{\displaystyle {\frac {ma^{2}}{2}}\left(\cosh ^{2}\xi -\cos ^{2}\eta \right){\dot {\xi }}^{2}=E\cosh ^{2}\xi +\left({\frac {\mu _{1}+\mu _{2}}{a}}\right)\cosh \xi -\gamma }
{\displaystyle {\frac {ma^{2}}{2}}\left(\cosh ^{2}\xi -\cos ^{2}\eta \right)^{2}{\dot {\eta }}^{2}=-E\cos ^{2}\eta +\left({\frac {\mu _{1}-\mu _{2}}{a}}\right)\cos \eta +\gamma }
Introduzindo um parâmetro u pela fórmula
{\displaystyle du={\frac {d\xi }{\sqrt {E\cosh ^{2}\xi +\left({\frac {\mu _{1}+\mu _{2}}{a}}\right)\cosh \xi -\gamma }}}={\frac {d\eta }{\sqrt {-E\cos ^{2}\eta +\left({\frac {\mu _{1}-\mu _{2}}{a}}\right)\cos \eta +\gamma }}},}
resulta numa solução paramétrica
{\displaystyle u=\int {\frac {d\xi }{\sqrt {E\cosh ^{2}\xi +\left({\frac {\mu _{1}+\mu _{2}}{a}}\right)\cosh \xi -\gamma }}}=\int {\frac {d\eta }{\sqrt {-E\cos ^{2}\eta +\left({\frac {\mu _{1}-\mu _{2}}{a}}\right)\cos \eta +\gamma }}}.}
Desde que estas são integrais elípticas, as coordenadas ξ e η podem ser expressas como funções elípticas de u.

### Constante de movimento
O problema bicêntrica possui uma constante de movimento, nomeadamente,
{\displaystyle r_{1}^{2}r_{2}^{2}\left({\frac {d\theta _{1}}{dt}}\right)\left({\frac {d\theta _{2}}{dt}}\right)-2c\left[\mu _{1}\cos \theta _{1}+\mu _{2}\cos \theta _{2}\right],}
a partir das quais o problema pode ser resolvido usando o método do último multiplicador.